# Catemu
Catemu est une ville et une commune du Chili faisant partie de la province de San Felipe, elle-même rattachée à la région de Valparaiso. En 2012, sa population s'élevait à 13 902 habitants. La superficie de la commune est de 362 km2 (densité de 37 hab./km2).
La commune, qui a été fondée le 22 décembre 1891, se trouve à 85 km de la capitale Santiago et à 95 km de la ville de Valparaiso. Le climat est tempéré chaud avec une saison sèche prolongée. Les précipitations annuelles sont en moyenne de 340 mm et les jours de gelée sont peu nombreux. L'activité est à la fois agricole, minière (cuivre) et industrielle.

Position de Catemu (en rouge) au sein de la Région de Valparaiso.

## Personnalités liées à la ville
- María Teresa del Canto (1898-1987), deuxième femme ministre de l'histoire du Chili.